# Ђермано Ћићо Сењановић
Ђермано Ћићо Сењановић (Сплит, 1949. – Сплит, 18. март 2013.) је био југословенски новинар, хумориста и један од оснивача сатиричког недјељника Ферал Трибјун.
Родио се у Сплиту, гдје је завршио основно и средње образовање, а дипломирао је на економском факултету у Загребу. Највећи дио новинарске каријере одрадио је у Слободној Далмацији, гдје је уређивао и хумористички подлистак Помет, а затим је са сарадницима уређивао сатирички недјељник Ферал Трибјун, којем је дао име. У Фералу је на претпосљедњој страници објављивао сатиричке текстове под називом Дорин дневник. Текстови из 1994., 1995. и 1996. су објављени као књига - Дорин дневник.

## Дјела
- Дорин дневник, 1997.
- US&A, 2000.
- Види, види, 2001.
- Ево ме у постеју, 2007.